# Affaire des viols de Mazan
L'affaire des viols de Mazan, dite également affaire Pelicot, est une affaire judiciaire française, dans laquelle 50 hommes ont été accusés et 46 ont été reconnus coupables de viol aggravé, deux de tentatives de viol et deux d'agression sexuelle sur la même femme, Gisèle Pelicot. Celle-ci avait été droguée à son insu par son mari, Dominique Pelicot, l'accusé principal. Un 51e homme est condamné pour avoir utilisé le même procédé de soumission chimique sur sa propre épouse, afin de la violer, en compagnie de Dominique Pelicot.
Les faits se sont déroulés du 23 juillet 2011 au 23 octobre 2020, principalement à Mazan, commune du Vaucluse, à partir de mars 2013, mais aussi en Île-de-France et sur l'île de Ré.
Le procès, qui commence le 2 septembre 2024 à Avignon et se termine le 19 décembre, est fortement médiatisé, en France et à l'international. Rendu possible par les milliers de photos et de vidéos prouvant les faits, il est exceptionnel, à la fois par le nombre d'accusés et par la décision de la victime qu'il se déroule en public « afin que la honte change de camp ». Ces éléments, et les arguments de défense des accusés, qui, pour une bonne part refusent de reconnaitre leur culpabilité, interrogent sur les violences contre les femmes, leur caractère « systémique » et la « culture du viol », tandis que le procès se déroule dans un silence des hommes politiques français jugé « assourdissant ».
Le verdict est rendu le 19 décembre, et les 51 accusés sont jugés coupables, avec des peines allant de trois ans de prison, dont un ferme à vingt ans de réclusion criminelle pour Dominique Pelicot.
Dominique Pelicot ne fait pas appel du verdict. Parmi les autres accusés, 17 hommes font initialement appel, mais par la suite, ils se désistent tous sauf un. Un second procès se tiendra en octobre 2025 ,.

## Contexte et faits reprochés
Le 12 septembre 2020, vers 15 h 30, Dominique Pelicot, alors âgé de 67 ans, est surpris par un agent de sécurité du supermarché E.Leclerc de Carpentras, via la vidéosurveillance, à filmer sous les jupes de plusieurs clientes à leur insu. L'agent de sécurité l'interpelle lorsqu'il en est à sa quatrième victime. La police appelée intervient rapidement ; Dominique Pelicot est menotté et arrêté,,,.
Le lendemain matin, le parquet de Carpentras lève sa garde à vue, mais l'enquête préliminaire se poursuit avec une expertise psychiatrique et avec l'inspection du matériel informatique saisi à son domicile,. Cette inspection met au jour des échanges sur coco.gg (un site de rencontres fermé en juin 2024) dans un salon de discussion intitulé « À son insu », au cours desquels Dominique Pelicot invite des inconnus à violer sa femme, inconsciente sous l'effet de fortes doses d'un puissant anxiolytique qu'il lui administre, le Temesta (lorazépam) ; il leur propose également de regarder les vidéos des viols,. Sur l'ordinateur de Dominique Pelicot, les enquêteurs trouvent un dossier intitulé « ABUS » qui contient plus de 20 000 photos et vidéos, dont des centaines de vidéos aux titres explicites, et déterminent ainsi que les faits se sont déroulés de juillet 2011 à octobre 2020. Ils dénombrent 92 viols de la victime, qui ont eu lieu à Mazan dans la chambre du couple.
Après cette découverte, Dominique Pelicot est de nouveau placé en garde à vue, le 2 novembre 2020, et passe aux aveux. Au même moment, dans une autre pièce du commissariat de Carpentras, un officier de police judiciaire explique la situation à son épouse Gisèle Pelicot, qui découvre les faits. Le 4 novembre 2020, Dominique Pelicot est placé en détention provisoire à l'issue de sa garde à vue.

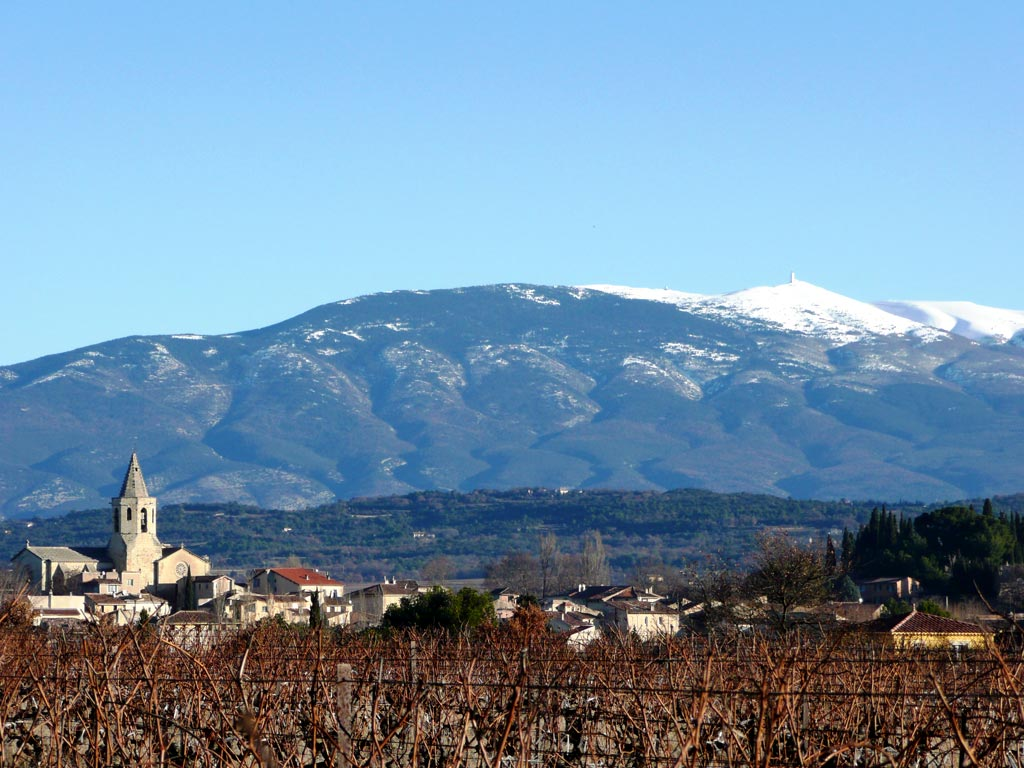
Le village de Mazan.

La victime, mariée à Dominique Pelicot depuis près de cinquante ans, qui était soumise chimiquement n'a aucun souvenir des faits et n'en prend connaissance qu'au moment de l'enquête.
Les policiers constatent que la fille du couple apparaît également inconsciente et en sous-vêtements sur certaines images, mais aussi que Dominique Pelicot a filmé à leur insu ses belles-filles pour ensuite en diffuser les vidéos sur le site de rencontres,.
En avril 2022, à la suite de ces découvertes, Caroline Darian, fille de l'accusé et de la victime, publie le livre Et j'ai cessé de t'appeler Papa aux éditions Jean-Claude Lattès.

## Profil de la victime
Désignée par le pseudonyme de « Françoise P. » par la presse, Gisèle Pelicot, septuagénaire, mariée à Dominique Pelicot, apparaît à visage découvert sous son vrai nom lors du procès.
Elle s'est plainte durant de longues années de douleurs gynécologiques, d'absences et de fatigue.
Gisèle Pelicot est nommée en 2024 par la BBC comme étant une des 100 Women (100 femmes) marquantes de l'année. Elle est perçue internationalement comme une héroïne féministe,,.

### Conséquences pour la victime
Malgré le nombre de violeurs et l'absence de protection la plupart du temps, Gisèle Pelicot a échappé au VIH, à la syphilis et aux hépatites. Elle a néanmoins contracté quatre infections sexuellement transmissibles dont un papillomavirus. En outre, la soumission chimique lui a fait courir un risque vital sans compter les risques dans sa vie quotidienne dus à son état « proche du coma » selon l'experte médicale Anne Martinat Sainte-Beuve,. Elle souffre notamment de périodes d'endormissement diurne longues et involontaires, de trous de mémoire, d'une perte de poids et de la chute de ses cheveux, ce qui l'angoisse car elle se pense atteinte d'une maladie mortelle à brève échéance.
La découverte a posteriori des viols commis sur elle, alors qu'elle était inconsciente, cause un traumatisme psychologique grave, selon un psychiatre l'ayant examinée. Dès la connaissance des faits, elle demande le divorce et déménage. Lors du procès, elle fait part en outre de son profond sentiment de trahison face à un mari qu'elle estimait jusque là parfait, et déclare être détruite de l'intérieur, et ne pas savoir si elle arrivera à se reconstruire.

## Profils des auteurs
Entre 2011 et 2020, 92 faits de viol sont commis sur la même victime. Les policiers dénombrent 83 violeurs possibles, parmi lesquels 54 sont identifiés (les 51 du procès, un 52e décédé entretemps et deux autres hommes relâchés faute de preuve). Le mari de la victime fait partie des violeurs. Tous ont été arrêtés lors d'une dizaine de vagues d'interpellations puis incarcérés,.
Il s'agit d'hommes présentés comme « ordinaires »,, ayant en 2023 entre 26 et 73 ans et au moment des faits entre 22 et 67 ans, pour une moyenne de 47 ans et demi, venant tous de la même région que le couple. Au moins 37 des hommes accusés sont pères. Certains sont retraités, d'autres exercent des professions et des fonctions diverses, pour certaines d'utilité publique : pompier, militaire, gardien de prison, conseiller municipal. Ces hommes sont sans pathologies psychiques, mais nourrissent un sentiment de « toute-puissance » sur les corps féminins. Treize accusés déclarent aux enquêteurs une consommation, voire une addiction aux drogues (alcool, cannabis, cocaïne). Treize accusés dont Dominique Pelicot déclarent avoir été victime de violence sexuelle pendant leur enfance, dont deux d'inceste.
Parmi les accusés, vingt-trois hommes ont déjà été condamnés par la justice, et en particulier six l'ont été pour des faits de violence conjugale et deux pour des violences sexuelles. Quarante-neuf hommes sont jugés pour viol avec des circonstances aggravantes, un pour tentative de viol et un pour agression sexuelle. D'importantes quantités d'images pédopornographiques sont retrouvées lors de l'enquête et cinq hommes sont mis en examen pour détention de ce type d'images.
Parmi les accusés, dix hommes se sont rendus plusieurs fois chez les Pelicot et trente-neuf, une seule fois.
Lors du procès, dix-huit accusés (dont Dominique Pelicot) comparaissent détenus, trente-deux comparaissent libres sous contrôle judiciaire et l'un est en fuite, jugé en son absence.

### Profil de Dominique Pelicot
Dominique Pelicot est né le 27 novembre 1952 à Quincy-sous-Sénart, en Seine-et-Oise. À la fin des années 1950, sa famille déménage dans l'Indre, où son père Denis est embauché comme contremaître du domaine d'Oublaise, centre de réadaptation pour vétérans de l'armée créé par le commandant Jean-François Perrette (1898-1999), au sortir de la Seconde Guerre mondiale, à Luçay-le-Mâle.
Dominique Pelicot décrit son père comme quelqu'un de « dur, sévère, autoritaire » et « pas aimant ». Il est témoin des violences qu'il exerce sur sa mère, Juliette. Avant de vivre avec Denis Pelicot, cette dernière a eu deux enfants avec le frère de Denis, André. Son frère Joël, de quatre ans son aîné, est le « préféré » de Denis, en raison, notamment, de sa réussite scolaire. Entré au collège d'Écueillé vers 1963 (converti depuis en école primaire), Dominique Pelicot abandonne quant à lui l'école en cinquième et intègre très tôt le monde du travail et des chantiers.
En 1968, la famille quitte le domaine d'Oublaise pour s'installer dans le centre de Châtillon-sur-Indre, où elle accueille l'année suivante une enfant de la Direction départementale des affaires sanitaires et sociales (DDASS) prénommée Nicole. Dominique Pelicot soupçonne son père d'abuser d'elle. À l'âge de 17 ans, il obtient un Certificat d'aptitude professionnelle d'électricien.
En 1971, la famille emménage dans une longère deux kilomètres plus loin. La même année, Dominique Pelicot rencontre Gisèle dans une entreprise d'Azay-le-Ferron. Pour lui, c'est le « coup de foudre ». Il l'épouse deux ans plus tard, en avril 1973, dans ce village. Le couple a trois enfants : David, né en 1973, Caroline, née en 1979, et Florian, né en 1986,. La même année, Dominique Pelicot est « profondément marqué » par la mort de sa mère, « une femme malheureuse qui se battait pour ses enfants » et dont il « était très proche ».
À la fin des années 1980, il dit avoir découvert l'infidélité de sa femme. D'après Gisèle Pelicot, le moment où elle admet cette relation extraconjugale est la seule fois où il se montre « violent » à son égard. Par la suite, lui-même la quitte quelques mois pour une autre femme, avant de revenir au domicile conjugal.

#### Victime présumée de viols à9 ans
Dominique Pelicot se présente comme la victime de viols multiples, commis par un infirmier dans une clinique de Châteauroux en 1961. Un épisode que certains de ses proches minimisent, à commencer par son frère : « il n'a passé qu'une seule nuit à la clinique et, en revenant, il a seulement parlé d'attouchements. » « Ma mère, qui connaissait bien l'établissement, s'est renseignée et il n'y avait que des infirmières cette nuit-là », assure-t-il en dénonçant une histoire « inventée pour se victimiser ».
L'avocate de Dominique Pelicot, Béatrice Zavarro, met en cause les prétentions du frère à juger de l'authenticité de cette histoire, affirmant que son client « dit n'en avoir jamais parlé à ses parents ». La psychologue Annabelle Montagne, experte près la cour d'appel de Nîmes, explique que le viol dont Dominique Pelicot se dit victime pourrait avoir formé « un clivage dans sa psyché ». Elle parle d'« expérience d'objectalisation », qui à « l'âge prépubère […] a pu contribuer à infléchir son positionnement relationnel dans la sphère intime et relationnelle. »

#### Témoin présumé d'un viol collectif à13 ans
En 1966, alors qu'il est apprenti sur un chantier, il a contre son gré assisté, selon ses déclarations, au viol collectif d'une femme — « un souvenir qui le hante ».

#### Affaires judiciaires antérieures

##### Viol et meurtre de Sophie Narme en1991
Le 14 octobre 2022, Dominique Pelicot est également mis en examen pour le viol précédé ou suivi du meurtre non élucidé de Sophie Narme, âgée de 23 ans en décembre 1991 à Paris,, stagiaire dans une agence immobilière, qui présente des similarités avec l'agression d'Estella B., une autre jeune agente immobilière de 19 ans, victime d'une agression le 11 mai 1999 à Villeparisis,. Il nie être l'auteur des faits. L'ADN n'a pu être comparé.

##### Tentative de viol en1999
Son ADN, prélevé à la suite des agressions sexuelles commises en 2010, correspond à celui retrouvé sous la chaussure d'Estella B., qui a réussi à échapper à une tentative de viol à Villeparisis. Dominique Pelicot, qui dans un premier temps nie les faits, finit par reconnaître avoir agressé Estella B. tout en rejetant l'intention de viol. L'affaire est relancée en 2022. Au début du procès pour les viols de son épouse, en 2024, l'affaire est toujours en cours d'instruction.

##### Agressions sexuelles en2010
L'enquête révèle également que Dominique Pelicot a déjà été arrêté en 2010 pour avoir filmé l'entrejambe de femmes à leur insu, dans un supermarché de Seine-et-Marne. À cette occasion, un prélèvement ADN est réalisé et permet de faire le lien avec l'affaire de 1999, bien que cette concordance n'ait jamais été exploitée à la suite d'erreurs dans les instructions des deux affaires.

## Mode opératoire
Dominique Pelicot poste des annonces sur la plate-forme internet Coco.gg pour recruter des hommes susceptibles de violer sa femme. Les discussions entre le mari et les hommes se poursuivent sur un salon privé du site intitulé par Dominique Pelicot « À son insu ». Il décrit le déroulement des viols ; les somnifères et l'inconscience de sa femme sont évoqués. Des consignes pratiques s'ajoutent sur le site de visio-conférence Skype : se garer à distance pour ne pas éveiller les soupçons des voisins, ne pas avoir mis de parfum, ni avoir fumé de cigarette pour ne pas laisser de trace olfactive ; à leur arrivée, les hommes doivent se déshabiller dans la cuisine, se laver les mains et chuchoter, ; les mains doivent être à température ambiante pour ne pas réveiller la victime.
Les pénétrations terminées, Dominique Pelicot fait la toilette intime de sa femme pour ne pas laisser de traces, car les hommes le plus souvent ne portent pas de préservatif.

## Procès

### Avant le procès
Le parquet d'Avignon requiert le renvoi devant la cour criminelle du Vaucluse pour viol avec circonstances aggravantes.
Le couple est officiellement divorcé depuis le 22 août 2024, soit une dizaine de jours avant l'ouverture du procès, ce que Me Antoine Camus, l'un des avocats de Gisèle Pélicot, estime être d'une « portée symbolique » avant le début du procès.

### Pendant le procès
Le procès s'ouvre le 2 septembre 2024 et dure jusqu'au 19 décembre de la même année. À l'ouverture du procès, l'avocat général Jean-François Mayet, rejoint par plusieurs avocats des accusés, demande le huis clos, mais la victime s'y oppose et la cour criminelle, composée de cinq magistrats professionnels, opte finalement après délibération pour la publicité des débats,. Gisèle Pelicot précise : « je n'ai pas à avoir honte ». L'un de ses avocats, Me Stéphane Babonneau ajoute qu'« il faut que la honte change de camp ». Le 9 septembre 2024, les avocats de plusieurs accusés annoncent porter plainte pour menaces sur leurs clients à la suite de la « diffusion d'informations personnelles suivie de menaces » portant préjudice aux proches et enfants des accusés.
Dominique Pelicot est souffrant et ne peut assister aux premiers jours du procès. Le 17 septembre, il s'exprime pour la première fois et déclare notamment : « aujourd'hui, je maintiens : je suis un violeur, comme tous ceux concernés dans cette salle. Ils ne pouvaient pas ne pas savoir ». Il présente ses excuses à sa victime et ex-épouse Gisèle Pelicot : « je regrette ce que j'ai fait, je demande pardon, même si ce n'est pas pardonnable »,.
Le 18 septembre, il est confronté aux photos de sa fille dénudée. Il dément en être l'auteur, et nie avoir commis des viols sur elle. Cette dernière en est pourtant persuadée et laisse éclater sa colère.
Au cours du procès, les signes de soutien à Gisèle Pelicot se multiplient autour de la salle d'audience : applaudissements, bouquets de fleurs, haies d'honneur, de la part d'un public de plus en plus nombreux.

### Chronologie détaillée du procès
| Date             | Déroulement |
| ---------------- | --- |
| 2 sept.          | Ouverture du procès et premier appel des experts. |
| 3 sept.          | Rappel de la chronologie des faits. Le président demande ensuite à l'ensemble des accusés s'ils reconnaissent les faits : 14 d'entre eux les reconnaissent et les 35 autres nient l'intention de viol.                                                                                     |
| 4 sept.          | Audition du commissaire Bosse-Platière, directeur d'enquête de la police judiciaire d'Avignon. |
| 5 sept.          | Audition de la victime : Gisèle Pelicot. Intervention d'un expert toxicologique, puis d'un médecin légiste, puis d'une experte en médecine légale. |
| 6 sept.          | Audition de la deuxième victime Caroline Darian, fille de Dominique Pelicot. Déposition d'autres membres de la famille et amie. Intervention d'un expert psychologue concernant le profil des deux victimes du procès.                                                                     |
| 7 - 8 sept.      | Week end |
| 9 sept.          | Intervention d'une psychologue enquêtrice de personnalité à propos de Dominique Pelicot. Puis une autre psychologue. Puis deux experts psychiatres. Puis Ginette Pelicot, la demi-sœur de Dominique Pélicot.                                                                               |
| 10 sept.         | Report de l'interrogatoire de Dominique Pelicot. Déposition d'un enquêteur de la police judiciaire d'Avignon. |
| 11 sept.         | Report de l'interrogatoire de Dominique Pelicot. À la place, focus sur différents accusés avec lecture de leur enquête de personnalité et interventions de témoins : Jean-Pierre M., Jacques C., Lionel R., Cyrille D.                                                                     |
| 12 sept.         | Intervention d'une experte psychologue concernant les accusés de la journée précédente. |
| 13 sept.         | Annulation de l'audience en raison de l'état de santé de Dominique Pelicot. |
| 14 - 15 sept.    | Week end |
| 16 sept.         | Annulation de l'audience en raison de l'état de santé de Dominique Pelicot. |
| 17 sept.         | Audition de Dominique Pelicot,. |
| 18 sept.         | Première diffusion de photos et de vidéos (en présence de journalistes, mais sans retransmission au public présent),. |
| 19 sept.         | Audition de Lionel R., un des 14 accusés à avoir reconnu les faits, puis de Jacques C. |
| 20 sept.         | Décision du Président de ne plus diffuser les photos et vidéos en présence des journalistes. Audition de Cyrille D. |
| 21 - 22 sept.    | Week end |
| 23 sept.         | De nombreux accusés sont dispensés de présence tant qu'ils ne sont pas directement concernés. Présentation des enquêtes de personnalités et intervention des témoins d'Andy R., Hugues M., Husamettin D., Mathieu D., Fabien S. Interrogatoire d'Andy Rodriguez.                           |
| 24 sept.         | Interrogatoire de Joan K., puis d'Hugues M. |
| 25 sept.         | Interrogatoire d'Husamettin D, puis de Mathieu D. |
| 26 sept.         | Interrogatoire de Fabien S. puis de témoins pour les différents accusés du groupe de cette semaine. Diffusion de photos et vidéos à huis clos. |
| 27 - 29 sept.    | Week end |
| 30 sept.         | Enquête de personnalité de Jean T., Redouan E., Thierry P., Jérôme V., Simone M., Adrien Longeron, Thierry P. Intervention de témoins, famille, ex-femme et amis. Absence de Dominique Pelicot pour raison de santé.                                                                       |
| 1er oct.         | Retour de Dominique Pelicot. Expertises psychologiques de Simone M., Redouan E., Jean T., Thierry P., Jérôme V., Adrien Longeron, Thierry P. Interrogatoire de personnalité Jean T., Simone M., Adrien Longeron,. Intervention de témoins.                                                 |
| 2 oct.           | Expertises psychiatriques de Simone M., Jean T., Thierry P., Jérôme V., Adrien Longeron. Interrogatoire de personnalité de Jérôme V., Redouan E., Thierry Po. |
| 3 oct.           | Interrogatoire sur les faits des 7 accusés de cette semaine,. |
| 4 oct.           | Nouveau débat sur la levée du huis clos concernant la diffusion des vidéos. Diffusion des vidéos pour 6 accusés. Et des photos uniquement pour Jérôme V. qui reconnaît l'accusation de viol.                                                                                               |
| 5 - 6 oct.       | Week end |
| 7 oct.           | Expertise psychiatrique de Didier S., Vincent Coullet., Patrick Aron, Jean-Marc L., et enfin Karim S.,, et intervention de témoins. |
| 8 oct.           | Témoignage de Pierre, mari de Caroline Darian et Joël Pelicot, frère de Dominique Pelicot. Intervention de deux autres témoins, contactés par Dominique Pelicot à l'époque mais ayant refusé ses propositions.                                                                             |
| 9 oct.           | Enquête de personnalité Didier S., Jean-Marc M., et Karim S., et intervention de différents témoins. Interrogatoire sur les faits de Vincent Coullet. |
| 10 oct.          | Enquête de personnalité Patrick Aron. Interrogatoire sur les faits des 4 derniers accusés de la semaine,. |
| 11 oct.          | Suite de l'interrogatoire sur les faits de Jean-Marc L. écourté la veille. |
| 12 - 13 oct.     | Week end |
| 14 oct.          | Examen de personnalité des 7 accusés de la semaine : Dominique D., Cyril Beaubis, Ahmed Tbarik, Cyprien C., Redouane Azougagh, Mohamed R., et Mahdi D. |
| 15 oct.          | Expertise psychologique des 7 accusés et interrogatoire de personnalité de Mohamed R., Cyprien C., Dominique D., Cyril Beaubis. Intervention de témoins. |
| 16 oct.          | Expertise psychiatrique de Redouane A. et interrogatoire de personnalité de Redouane Azougagh, Ahmed Tbarik, Mahdi D. Interrogatoire sur le fond de Mohamed R., Dominique D. |
| 17 oct.          | Expertise psychiatrique de Mohamed R., Ahmed Tbarik, Cyril Beaubis, Mahdi B. Interrogatoire sur le fond de Cyprien C., Mahdi D. et Cyril Beaubis. Intervention de témoins. |
| 18 oct.          | Deuxième interrogatoire de Dominique Pelicot. Interrogatoire sur le fond d'Ahmed Tbarik et Redouane Azougagh. |
| 19 - 20 oct.     | Week end |
| 21 oct.          | Expertise psychiatrique des 5 accusés de la semaine : Jean-Luc L., Patrice N., Florian R., Grégory S., Abdelali Dallal,. |
| 22 oct.          | Expertise psychologique des 5 accusés vu la veille et de Quentin H. Interrogatoire de personnalité Grégory S. |
| 23 oct.          | Nouveau témoignage de Gisèle Pelicot. Enquête de personnalité et interrogatoire de personnalité de Quentin H., Jean-Luc L., Patrice N. Expertise psychiatrique de Quentin H. |
| 24 oct.          | Interrogatoire sur les faits de Florian R., Patrice N., Abdelali Dallal., Jean-Luc L., Grégory S. |
| 25 oct.          | Interrogatoire sur les faits de Quentin H. |
| 26 oct. - 3 nov. | Vacances scolaires (Toussaint) |
| 4 nov.           | Enquête de personnalité des 7 accusés de la semaine : Cendric V., Ludovick Blemeur, Cédric G., Paul G., Romain V., Saiffedine G., à l'exception d'Omar D. et intervention de témoins. |
| 5 nov.           | Expertise psychologique du groupe de la semaine et interrogatoire personnalité de Ludovick Blemeur, Saiffedine G., Romain V., Cendric V. Enquête de personnalité d'Omar D. |
| 6 nov.           | Interrogatoire de personnalité de Paul G., Omar D., Cédric G. Interrogatoire sur les faits de Romain V., Cendric V., Omar D. Avis sur Hassan O., en fuite donc absent à son procès. |
| 7 nov.           | Expertise psychiatrique pour les 7 accusés de la semaine. Interrogatoire sur les faits de Ludovick Blemeur et Saiffedine G. |
| 8 nov.           | Témoignage de la juge d'instruction Gwenola Journot, puis fin des interrogatoires sur les faits de Paul G. et Cédric G. |
| 9 - 10 nov.      | Week end |
| 11 nov.          | Jour férié (Armistice du 11 novembre 1918) |
| 12 nov.          | Enquête de personnalité des 7 derniers accusés : Christian L., Joseph Cocco, Charly A., Nizar H., Nicolas F., Philippe L., Boris Moulin. Intervention de témoin. |
| 13 nov.          | Expertise psychiatrique du groupe du la semaine. Interrogatoire de personnalité de Nicolas F., Christian L., Boris Moulin, Joseph Cocco, Philippe L., Charly A. Intervention de témoin. |
| 14 nov.          | Expertises psychologiques de Christian L., Nicolas F., Charly A., Philippe L., Boris Moulin, Nizar H. Interrogatoire de personnalité de Nizar H. Intervention de témoin. |
| 15 nov.          | Expertise psychiatrique de Charly A. Interrogatoire sur les faits de Charly A., Nizar H., Christian L. |
| 16 - 17 nov.     | Week end |
| 18 nov.          | Interrogatoire sur les faits de Joseph Cocco, Nicolas F., Boris Moulin. Prise de parole de David et Florian Pelicot, Caroline Darian, les 3 enfants de Dominique et Gisèle Pelicot, ainsi que d'Aurore, ex-femme de Florian,.                                                              |
| 19 nov.          | Interrogatoire sur les faits du dernier accusé : Philippe L. Dernier témoignage de Gisèle Pelicot, puis de Dominique Pelicot. |
| 20 nov.          | Suite des questions à Dominique Pelicot. L'instruction du dossier à la barre est terminée. Plaidoirie de la partie civile. |
| 25 nov.          | Des peines allant de 4 à 20 ans de prison sont requises contre les 21 premiers des 51 accusés. Le ministère public estime que « l'absence de consentement (de Gisèle Pelicot) ne pouvait pas être ignorée des accusés ». La peine maximale de 20 ans est requise contre Dominique Pelicot. |
| 26 nov.          | Des peines allant de 12 à 16 ans de réclusion criminelle sont requises contre 26 autres des 51 accusés. |
| 27 nov.          | Des peines allant de 16 à 18 ans de réclusion criminelle sont requises contre les 4 derniers des 51 accusés. Début des plaidoiries de la défense avec celles de Béatrice Zavarro, avocate de Dominique Pelicot, et Patrick Gontard, avocat de Jean-Pierre M.                               |
| 28 nov.          | Poursuite des plaidoiries de la défense avec celles de Rajae Yassine-Dbiza et Charlotte Donat, avocates d'Andy Rodriguez, Fanny Pierre, avocate de Quentin H., et Olivier Lantelme, avocat de Patrick Aron.                                                                                |
| 29 nov.          | Week end |
| 2 déc.           | Poursuite des plaidoiries de la défense avec celles de Christophe Bruschi, avocat de Joseph Cocco, Paul-Roger Gontard, avocat de Cyrille D., et Antoine Minier, avocat de Saifeddine G., Paul G. et Abdelali Dallal.                                                                       |
| 3 déc.           | Poursuite des plaidoiries de la défense avec celles de Charlotte Bres, avocate de Cédric G., Jordan Preynet, avocat de Jean-Luc L., et Guillaume de Palma, avocat de Cyril Beaubis, Mahdi D., Adrien Longeron et Boris Moulin.                                                             |
| 4 déc.           | Poursuite des plaidoiries de la défense avec celles de Gaële Guenoun, avocate de Jérôme V., Emile-André Biscarrat, avocat de Ludovick Blemeur et Dominique D., Céline Attard, avocate de Fabien S., et Jalil-Henri Amr, avocat de Redouane Azougagh.                                       |
| 5 déc.           | Poursuite des plaidoiries de la défense avec celles de Guilaine Michel, avocate de Florian R., Émilie Blas, avocate de Nicolas F., et Alix Gros-Le Maut, avocate de Mathieu D. |
| 6 déc.           | Poursuite des plaidoiries de la défense avec celles de Roland Marmillot, avocat de Didier S. et Mohamed R., Rami Chahine et Louis Rousseau, avocats de Karim S., Yannick Prat, avocat de Simone M., et Magali Sabatier, avocate de Cyprien C.                                              |
| 7 - 8 déc.       | Week end |
| 9 déc.           | Poursuite des plaidoiries de la défense avec celles de Carine Monzat, avocate de Jean T., Stéphane Simonin, avocat de Vincent C. et Philippe L., Aurélien Knoepfli, avocat de Thierry Po., et Philippe Kabore, avocat de Grégory S.                                                        |
| 10 déc.          | Poursuite des plaidoiries de la défense avec celles de Margot Cecchi, avocate de Hugues M., Sylvie Menvielle, avocate de Husamettin D., Gaëlle Mathys, avocate de Joan K., et Gaële Guenoun, avocate de Thierry Pa.                                                                        |
| 11 déc.          | Poursuite des plaidoiries de la défense avec celles de Louis-Alain Lemaire, avocat de Jacques C., Lionel R. et Cendric V., Christophe Huguenin-Virchaux, avocat de Charly A., et Caroline Beveraggi, avocate de Patrice N.,                                                                |
| 12 déc.          | Poursuite des plaidoiries de la défense avec celles de Guillaume de Palma, avocat de Nizar H. et Christian L., Isabelle Crépin-Dehaene, avocate de Redouan E., et Ahmed T., et Alexia Bérard, avocate de Mahdi D. et Adrien L.,                                                            |
| 13 déc.          | Fin des plaidoiries de la défense avec celle de Nadia El Bouroumi, avocate de Omar D. et Jean-Marc L. |
| 14 - 15 déc.     | Week end |
| 16 déc.          | Dernières prises de parole des accusés avant les délibérations. Une quinzaine, dont Dominique Pelicot, choisissent de présenter leurs excuses à Gisèle Pelicot,. |
| 19 déc.          | Verdict. |

### La question des films, des photos et du huis clos des débats
Lors de l'audition de Jacques C., un accusé qui conteste le viol, la cour, après avoir fait évacuer le public, montre avec l'accord de Gisèle Pelicot les uniques preuves de ces viols, les films et photos prises par son mari, qui « montr[ent] les faits dans toute leur crudité ». L'avocat de Jacques C. s'insurge, parlant de « sensationnalisme », tandis que le ministère public demande pour sa part que ces vidéos soient à l'avenir montrées pour chacun des accusés en raison de leur force probatoire, et pas uniquement pour ceux contestant les faits. Les avocats des autres accusés, à l'exception de celui de Dominique Pelicot, qui s'étaient jusque là battus en vain pour obtenir un huis clos, font pression sur le président de la cour, Roger Arata, pour que les films ne soient pas montrés. L'un d'eux suggère de les remplacer par « les descriptifs des vidéos faits par les enquêteurs ». Le président de la cour répète que les images sont « indécentes et choquantes » et usant de son pouvoir discrétionnaire, indique que désormais, en cas de projection, la salle, presse comprise, sera évacuée. L'un des avocats de la défense en appelle à « la dignité de la victime, mais aussi celle des accusés » en parlant d'images « nauséabondes », alors que la veille des photos de l'intimité de la victime et des montages avaient été projetés, dans le but de la discréditer. Du côté de la partie civile, Me Camus et Me Babonneau s'indignent, évoquant « un retour 50 ans en arrière » avec cette forme de huis clos ainsi imposée. Pour Me Babonneau, si l'on souhaite changer la société « il faut qu'on ait le courage de se confronter à ce qu'est véritablement le viol, dans un dossier, justement, où il est exceptionnel d'avoir la représentation précise et réelle de ce qu'est un viol, et pas simplement une description sur un procès-verbal ».
Lors de l'audience du 26 septembre, le président de la cour criminelle fait évacuer comme annoncé le public et la presse lors de la projection des vidéos concernant six accusés. Toutefois, il laisse aussi la porte fermée lors des débats, empêchant ainsi la presse d'y assister, au nom de ses « pouvoirs de police », provoquant la colère des avocats de Gisèle Pelicot, Me Babonneau s'interrogeant sur la légalité de la mesure. Les journalistes judiciaires, dont plusieurs ont fait l'objet de menaces et pressions lors de la couverture de ce procès,, dénoncent une « atteinte à la liberté de la presse »,.
Le 4 octobre, après un nouveau débat faisant suite aux conclusions déposées par les avocats de la partie civile, la cour criminelle décide finalement la levée du huis clos qui jusque là excluait le public et la presse lors des diffusions de photos ou vidéos.

### Verdict
Le verdict est rendu le 19 décembre 2024. L'ensemble des accusés sont reconnus coupables. Les peines prononcées sont globalement inférieures à celles requises, et certaines, non assorties de mandat de dépôt ou d'une durée maximale d'un an ferme, permettent à leurs auteurs de ne pas aller en prison. Celle de Dominique Pelicot, de 20 ans de prison ferme, est assortie d'une période de sûreté des deux tiers. Celui-ci ne fait pas appel.
| Accusé            | Âge    | Profession                                                                 | Note | Réquisitoire                                                                                                 | Verdict, | Appel, |
| ----------------- | ------ | -------------------------------------------------------------------------- | --- | --- | --- | ------ |
| Charly A.         | 30 ans | Cariste intérimaire                                                        | | 16 ans de réclusion criminelle                                                                               | 13 ans de prison avec une période de sûreté de la moitié de la peine et une mesure de suivi socio-judiciaire pendant 6 ans                                                | Oui    |
| Patrick A.        | 60 ans | Sans emploi                                                                | | 10 ans de réclusion criminelle                                                                               | 6 ans de prison avec mandat de dépôt à effet différé. Il ressort libre et le mandat sera mis à exécution dans les jours à venir.                                          | Non    |
| Redouane A.       | 40 ans | Sans emploi                                                                | Condamné à 19 reprises, dont une pour violence conjugale | 12 ans de réclusion criminelle                                                                               | 9 ans de prison compte tenu de la réduction de peine appliquée, suivi socio-judiciaire de 5 ans et maintien en détention                                                  | Non    |
| Cyril B.          | 46 ans | Chauffeur de poids lourd                                                   | | 12 ans de réclusion criminelle                                                                               | 9 ans de prison avec mandat de dépôt | Oui    |
| Ludovick B.       | 39 ans | Magasinier                                                                 | | 10 ans de réclusion criminelle                                                                               | 7 ans de prison avec mandat de dépôt | Non    |
| Joseph C.         | 69 ans | Retraité                                                                   | Accusé d'atteinte sexuelle | 4 ans de réclusion criminelle                                                                                | 3 ans de prison avec 2 ans de sursis simple. Il ressort libre. | Non    |
| Vincent C.        | 42 ans | Menuisier                                                                  | Déjà condamné pour infractions routières sous influence et violences conjugales envers son ex-compagne | 15 ans de réclusion criminelle                                                                               | 10 ans de prison avec maintien en détention. | Non    |
| Jacques C.        | 72 ans | Retraité                                                                   | | 10 ans de réclusion criminelle                                                                               | 5 ans de prison avec 3 ans de sursis simple. Il ressort libre. | Non    |
| Cyprien C.        | 43 ans | Chauffeur routier                                                          | | 13 ans de réclusion criminelle                                                                               | 6 ans de prison avec mandat de dépôt | Oui    |
| Abdelali D.       | 47 ans | Cuisinier                                                                  | Sous curatelle | 13 ans de réclusion criminelle                                                                               | 8 ans de prison avec mandat de dépôt à effet différé pour prise en considération de son état de santé                                                                     | Non    |
| Mahdi D.          | 36 ans | Employé de transport                                                       | | 12 ans de réclusion criminelle                                                                               | 8 ans de prison avec mandat de dépôt | Non    |
| Mathieu D.        | 36 ans | Employé dans un magasin, pompier volontaire                                | | 10 ans de réclusion criminelle                                                                               | 7 ans de prison avec mandat de dépôt | Non    |
| Dominique D.      | 45 ans | Ancien militaire, chauffeur routier                                        | Enfant de la DDASS, il est condamné une fois pour conduite en état d'ivresse, il est accusé d'avoir violé Gisèle Pelicot à 6 reprises en compagnie de Dominique Pelicot entre 2016 et 2020 | 17 ans de réclusion criminelle                                                                               | 13 ans de prison avec maintien en détention | Non    |
| Cyrille D.        | 54 ans | Employé dans le BTP                                                        | Auteur d'un des films où Dominique abuse de Gisèle Pelicot | 12 ans de réclusion criminelle                                                                               | 8 ans de prison avec mandat de dépôt | Oui    |
| Husamettin D.     | 43 ans | Ouvrier                                                                    | Condamné deux fois pour infraction à la législation sur les stupéfiants | 12 ans de réclusion criminelle                                                                               | 9 ans de prison avec mandat de dépôt différé en raison de son état de santé. Il ressort libre et ira en prison dans les prochains jours.                                  | Oui    |
| Omar D.           | 36 ans | Agent d'entretien                                                          | | 12 ans de réclusion criminelle                                                                               | 8 ans de prison avec mandat de dépôt | Oui    |
| Redouan E.        | 55 ans | Infirmier                                                                  | | 12 ans de réclusion criminelle                                                                               | 8 ans de prison avec mandat de dépôt | Oui    |
| Nicolas F.        | 42 ans | Correspondant local de presse d'un quotidien régional,                     | L'examen de son ordinateur révèle 4 284 images et 262 vidéos pédopornographiques | 14 ans de réclusion criminelle                                                                               | 8 ans de prison avec mandat de dépôt et une mesure de suivi socio-judiciaire pendant 5 ans. Interdiction définitive d'exercer une profession en contact avec des mineurs. | Oui    |
| Saifeddine G.     | 36 ans | Chauffeur routier                                                          | Accusé de tentative de viol aggravé | 10 ans de réclusion criminelle                                                                               | 3 ans de prison avec 2 ans de sursis simple. Il ressort libre. | Non    |
| Cédric G.         | 50 ans | Informaticien                                                              | Projetait de droguer sa propre compagne pour la livrer à Dominique Pelicot | 16 ans de réclusion criminelle                                                                               | 12 ans de prison avec maintien en détention et une interdiction d'exercer une activité professionnelle en contact avec des mineurs                                        | Non    |
| Paul G.           | 31 ans | Salarié dans l'agroalimentaire                                             | | 10 ans de réclusion criminelle                                                                               | 8 ans de prison avec mandat de dépôt | Non    |
| Nizar H.          | 40 ans | Sans emploi                                                                | Condamné à 8 reprises, notamment pour des violences conjugales sur deux ex-compagnes | 13 ans de réclusion criminelle                                                                               | 10 ans de prison avec maintien en détention | Non    |
| Quentin H.        | 34 ans | Ex-policier etsurveillant pénitentiaire à la prison du Pontet, ambulancier | | 11 ans de réclusion criminelle                                                                               | 7 ans de prison avec mandat de dépôt | Non    |
| Joan K.           | 26 ans | Militaire au 511e régiment du train                                        | Aurait violé Gisèle Pelicot le jour de la naissance de sa fille | 15 ans de réclusion criminelle                                                                               | 10 ans de prison avec maintien en détention | Non    |
| Jean-Luc L.       | 46 ans | Menuisier dans une miroiterie                                              | | 14 ans de réclusion criminelle                                                                               | 10 ans de prison avec maintien en détention | Non    |
| Philippe L.       | 62 ans | Jardinier                                                                  | | 10 ans de réclusion criminelle                                                                               | 5 ans de prison avec 2 ans de sursis. Il ressort libre. | Non    |
| Jean-Marc L.      | 74 ans | Retraité                                                                   | | 10 ans de réclusion criminelle                                                                               | 6 ans de prison avec mandat de dépôt | Oui    |
| Christian L.      | 55 ans | Sapeur-pompier au centre de secours de Valréas                             | Il participait aux viols avec son uniforme. L'examen de ses ordinateurs révèle 728 images pédopornographiques et une négociation sur Skype avec une habitante de Metz pour qu'elle l'autorise à violer sa fille sédatée âgée de 15 ans. | 14 ans de réclusion criminelle                                                                               | 9 ans de prison avec maintien en détention | Non    |
| Adrien L.         | 34 ans | Chef de chantier                                                           | Condamné à 18 ans de prison pour viols et violences sur ses anciennes compagnes,. Son casier porte également trace d'une condamnation pour des faits de menaces réitérées de délit | 13 ans de réclusion criminelle                                                                               | 6 ans de prison avec mandat de dépôt | Non    |
| Hugues M.         | 39 ans | Carreleur                                                                  | Suspecté de soumission chimique par son ex-compagne, accusé de tentative de viol aggravé | 10 ans de réclusion criminelle                                                                               | 5 ans de prison avec 2 ans de sursis probatoire avec soins et indemnisations. Il ressort libre.                                                                           | Non    |
| Jean-Pierre M.    | 63 ans | Chauffeur                                                                  | Père de six enfants, que Dominique Pelicot aurait « formé » à violer sa femme de la même manière,, seul accusé à ne pas être poursuivi pour des infractions sexuelles sur Gisèle Pelicot | 17 ans de réclusion criminelle                                                                               | 12 ans de prison avec une mesure de suivi socio-judiciaire pendant 5 ans                                                                                                  | Non    |
| Simone M.         | 43 ans | Ancien chasseur alpin, intérimaire dans le BTP                             | | 10 ans de réclusion criminelle                                                                               | 9 ans de prison avec mandat de dépôt | Oui    |
| Boris M.          | 37 ans | Agent d'exploitation                                                       | Condamné à 2 reprises | 12 ans de réclusion criminelle                                                                               | 8 ans de prison avec mandat de dépôt | Oui    |
| Patrice N.        | 55 ans | Électricien                                                                | | 12 ans de réclusion criminelle                                                                               | 8 ans de prison avec mandat de dépôt | Non    |
| Hassan O.         | 30 ans | Sans emploi                                                                | Condamné à 13 reprises pour des affaires de vols, de trafic de stupéfiants et de violences. En fuite, il est le seul des accusés à être jugé en son absence. | 15 ans de réclusion criminelle                                                                               | 12 ans de prison et prolongation du mandat d'arrêt | Non    |
| Thierry P.        | 54 ans | Sans emploi                                                                | | 12 ans de réclusion criminelle                                                                               | 8 ans de prison avec mandat de dépôt | Non    |
| Dominique Pelicot | 71 ans | Salarié d'EDF à la retraite                                                | Principal accusé dans cette affaire. Marié à Gisèle Pelicot de 1973 à 2024, il est soupçonné d'avoir drogué sa femme durant une dizaine d'années et de l'avoir livrée à 83 violeurs possibles. Il est arrêté en septembre 2020, après avoir filmé sous les jupes de plusieurs clientes d'un supermarché à leur insu. Cette arrestation entraîne la saisie de son matériel informatique ; les policiers découvrent alors de nombreuses vidéos de viols de sa femme. Il est placé en détention provisoire le 4 novembre 2020 et comparaît détenu durant le procès. | 20 ans de réclusion criminelle                                                                               | 20 ans de prison avec une période de sûreté des deux tiers | Non    |
| Thierry P.        | 61 ans | Frigoriste                                                                 | | 14 ans de réclusion criminelle et interdiction d'avoir une activité en lien avec des mineurs pendant 10 ans  | 12 ans de prison avec maintien en détention et une interdiction définitive d'exercer une activité professionnelle en contact avec des mineurs                             | Non    |
| Mohamed R.        | 70 ans | Retraité                                                                   | Condamné en 2017 par la cour d'assises de la Gironde pour avoir violé sa propre fille alors qu'elle n'avait pas 15 ans | 17 ans de réclusion criminelle                                                                               | 8 ans de prison avec maintien en détention | Non    |
| Florian R.        | 32 ans | Chauffeur-livreur                                                          | Condamné à 9 reprises pour divers délits (routiers, vol, recel, stupéfiants…), a eu des relations sexuelles avec une mineure de 14 ans en 2020 | 13 ans de réclusion criminelle                                                                               | 7 ans de prison avec mandat de dépôt | Non    |
| Andy R.           | 37 ans | Sans emploi                                                                | Alcoolique, condamné à 2 reprises pour des violences conjugales sur son ex-compagne | 11 ans de réclusion criminelle                                                                               | 6 ans de prison avec mandat de dépôt | Non    |
| Lionel R.         | 44 ans | Vendeur                                                                    | | 12 ans de réclusion criminelle                                                                               | 8 ans de prison avec mandat de dépôt et un suivi socio-judiciaire de 5 ans                                                                                                | Oui    |
| Didier S.         | 68 ans | Retraité                                                                   | | 10 ans de réclusion criminelle                                                                               | 5 ans de prison avec 2 ans de sursis simple. Il ressort libre. | Non    |
| Karim S.          | 40 ans | Informaticien                                                              | A avoué avoir pénétré son ancienne compagne pendant son sommeil et est poursuivi pour détention d'images pédopornographiques | 14 ans de réclusion criminelle et interdiction d'avoir une activité en lien avec les mineurs pendant dix ans | 10 ans de prison avec mandat de dépôt et une interdiction d'une activité professionnelle en contact avec des mineurs                                                      | Oui    |
| Grégory S.        | 31 ans | Plaquiste                                                                  | | 13 ans de réclusion criminelle                                                                               | 8 ans de prison avec mandat de dépôt | Non    |
| Fabien S.         | 39 ans | Sans emploi                                                                | 17 mentions sur son casier judiciaire, dont une pour agression sexuelle sur mineur de 15 ans | 16 ans de réclusion criminelle                                                                               | 11 ans de prison avec maintien en détention | Non    |
| Ahmed T.          | 54 ans | Plombier                                                                   | Accusé d'avoir violé Gisèle Pelicot, dans la nuit du 4 au 5 juin 2019, alors qu'elle avait les poignets et les chevilles attachés | 12 ans de réclusion criminelle                                                                               | 8 ans de prison avec mandat de dépôt | Non    |
| Jean T.           | 52 ans | Employé                                                                    | | 12 ans de réclusion criminelle                                                                               | 8 ans de prison avec mandat de dépôt | Oui    |
| Romain V.         | 63 ans | Sans emploi (bénéficiait de l'AAH)                                         | Séropositif depuis 2004, accusé d'avoir violé Gisèle Pelicot sans préservatif à 6 reprises entre décembre 2019 et juin 2020 | 18 ans de réclusion criminelle                                                                               | 15 ans de prison avec une période de sûreté des deux tiers et maintien en détention                                                                                       | Non    |
| Cendric V.        | 43 ans | Manager en restauration                                                    | Condamné à 6 reprises, dont 5 pour conduite sous l'emprise de l'alcool | 14 ans de réclusion criminelle                                                                               | 9 ans de prison avec maintien en détention | Non    |
| Jérôme V.         | 46 ans | Employé de magasin, pompier volontaire jusqu'en 2016                       | Suivi un temps pour addiction au sexe, accusé d'avoir violé Gisèle Pelicot à 6 reprises entre mars et juin 2020 | 16 ans de réclusion criminelle                                                                               | 13 ans de prison avec maintien en détention | Non    |

## Procès en appel
Sur les 51 hommes condamnés, dans un premier temps, 17 hommes font appel fin décembre. Dominique Pelicot, qui ne fait pas appel, est donc condamné définitivement,. Le procès se tiendra devant la cour d'assises du Gard, à Nîmes, du 6 octobre au 21 novembre 2025. Toutefois la durée du procès sera réévaluée en fonction du nombre d'accusés qui y comparaîtront.
Le 23 avril 2025, il est annoncé que 5 accusés sur les 17 maintiennent leur appel, les 12 autres s'étant désistés,.
Le 19 mai 2025, un nouvel accusé, Simone M., se désiste ; passant à 4 accusés jugés en appel,,.
Le 3 juin 2025, un seul accusé, Husamettin D., maintient son appel ; les trois autres s'étant désistés,. Le 21 juin, à la suite des désistements, le procès en appel est réduit à 4 jours, allant du 6 au 9 octobre 2025.

## Couverture médiatique

### En France
Le procès est très relayé dans la presse régionale et nationale. De nombreux articles décrivent ces comportements comme des résultantes d'une « culture du viol » et des violences faites aux femmes, de manière « systémique », qui s'appuient sur une conception patriarcale et misogyne très répandue, et interrogent l'inexistence de la notion de consentement dans la définition juridique du viol en France,,,.
Des manifestations sont organisées le 14 septembre en soutien à Gisèle Pelicot et aux victimes de viols,,. Ce jour-là, la street-artiste Maca réalise à Gentilly (Val-de-Marne) une fresque représentant Gisèle Pelicot, accompagnée du message : « Pour que la honte change 2 camp ».
Ce procès qui met en lumière une analyse féministe des violences sexuelles permet, selon certains observateurs, une prise de conscience dans la société française.
Certains médias, tels que Le Dauphiné libéré, choisissent d'indiquer l'identité complète des accusés.

### À l'échelle internationale
De nombreux médias étrangers assistent au procès. 36 médias sont accrédités, dont la BBC, The New York Times, The Washington Post, The Guardian, plusieurs tabloïds anglais, El País, El Mundo, Der Spiegel, Hindustan Times.
La BBC nomme Gisèle Pelicot lauréate des 100 Women de 2024.
Tous rendent hommage au courage de la victime qui a demandé la publicité des débats « pour que la honte change de camp », selon la formule reprise par son avocat. Ils s'accordent sur la nécessité de ne pas qualifier de « monstres » les violeurs présumés, afin de ne pas, comme l'indique l'hebdomadaire allemand Der Spiegel, participer à leur « mécanisme de défense » alors qu'« il serait bien plus inquiétant de devoir admettre que les violeurs sont tous ancrés dans un tissu social continu de misogynie banalisée ». Courrier international résume ces analyses en quelques notions clés : « Lâcheté, cruauté, fraternité […] solidarité patriarcale […] brutalité misogyne [et] masculinité ordinaire ».

## Faible réaction des hommes politiques
Le procès est marqué par l'absence ou la faiblesse de réaction des responsables politiques français, seules quelques femmes politiques s'emparant du débat. Le journaliste Matthieu Croissandeau s'en inquiète sur la chaîne Public Sénat, expliquant que « cela signifie que pour ces hommes politiques, ce n'est pas un sujet », et plusieurs médias mettent en avant comme lui la différence de traitement avec certains faits divers, tel le meurtre de Philippine, l'étudiante violée et tuée dans le bois de Boulogne, dont est soupçonné un ressortissant marocain visé par une obligation de quitter le territoire français (OQTF) ou avec des questions d'insécurité. Pour le juriste Patrice Spinosi, qui appuie l'analyse de Matthieu Croissandeau en soulignant que « l'instrumentalisation quotidienne par certains responsables politiques du sentiment d'insécurité tend surtout à stigmatiser le laxisme de l'État à l'égard de populations qu'ils jugent anxiogènes (délinquants récidivistes, étrangers sans-papiers...) », le « malaise Mazan » pourrait s'expliquer par « l'extrême tolérance dont [le droit français] a longtemps fait preuve envers le viol entre époux ». Charlotte Buisson, doctorante en sciences de l'information et de la communication, estime que plus qu'un fait divers, c'est un fait de société, et que « si les hommes politiques ne réagissent pas de la même façon, c'est aussi parce qu'ils font partie du problème, ils savent très bien qu'il existe dans leurs rangs des personnalités accusées de violences ».
Pour le critique de télévision Samuel Gontier, la différence de traitement entre l'affaire du viol suivi du meurtre de Philippine de Carlan, qui fait l'objet d'un « frénétique vacarme » de la part des politiques, au contraire de leur « assourdissant silence » qui entoure l'affaire des viols de Mazan montre qu'il est plus facile « d'incriminer l'immigration plutôt que de traiter les violences sexistes et sexuelles comme un problème systémique ». Pour la juriste Catherine Le Magueresse, après le verdict, la qualification du procès comme étant hors-norme masque le silence qui reste assourdissant des politiques, et l'ampleur du chantier juridique qu'il faudrait mettre en œuvre pour répondre au problème des violences sexuelles.
Le président de la République, Emmanuel Macron, le Premier ministre, François Bayrou, la présidente de l'Assemblée nationale, Yaël Braun-Pivet, et d'autres responsables et formations politiques saluent le courage de Gisèle Pelicot à l'annonce du verdict de première instance.
Après le procès de première instance, où le ministère public a appelé à « l'éducation de nos fils », un éditorialiste du Monde s'inquiète des déclarations devant le Sénat du ministre délégué à la Réussite scolaire, Alexandre Portier, qui, relayant une campagne des milieux catholiques ultra-conservateurs et de l'extrême droite, remet en cause un texte visant à faire appliquer une loi de 2001 prévoyant une éducation sexuelle et affective à l'école.

## Pour approfondir

#### Ouvrages
- Caroline Darian, Et j'ai cessé de t'appeler Papa : Quand la soumission chimique frappe une famille, Paris, Jean-Claude Lattès, 6 avril 2022, 177 p. (ISBN 978-2-7096-6936-8 et 978-2-7096-6912-2, présentation en ligne, lire en ligne) ; rééd. HarperCollins, 2023, coll. « Poche / Document » (no 474), 169 p. (ISBN 979-10-339-1342-9).
- Caroline Darian, Pour que l'on se souvienne : Après le procès de Mazan, le combat pour toutes les victimes de soumission chimique, Paris, Jean-Claude Lattès, 5 mars 2025, 176 p. (ISBN 978-2-7096-7565-9 et 978-2-7096-7591-8, présentation en ligne, lire en ligne).
- Marion Dubreuil, Mazan, la traversée du Styx, Paris, Éditions Globe, 20 août 2025, 224 p. (ISBN 9782207185728).
- Manon Garcia, Vivre avec les hommes : Réflexions sur le procès Pelicot, Paris, Flammarion, coll. « Climats », 5 mars 2025, 223 p. (ISBN 978-2-08-047816-0 et 978-2-08-048521-2, lire en ligne).
- Cynthia Illouz, Procès de Mazan, la déflagration : rien ne sera plus comme avant, Paris, Éditions de l'Observatoire, 22 janvier 2025, 201 p. (ISBN 979-10-329-3569-9 et 979-10-329-3571-2, lire en ligne).
- Mathilde Levesque, Procès Mazan : une résistance à dire le viol, Paris, Payot & Rivages, 5 mars 2025, 174 p. (ISBN 978-2-228-93854-9 et 978-2-228-93899-0, lire en ligne).

#### Articles académiques
- Anne-Blandine Caire et Margaux Camous, « De quelques spécificités victimologiques de l'affaire Pélicot », Les Petites Affiches, no 12,‎ décembre 2024, p. 58–60, article no LPA203l4 (HAL hal-04942249, lire en ligne).
- (en) Pascale Chifflet, « A comparative perspective on the Pélicot case », Alternative Law Journal,‎ 14 avril 2025 (DOI 10.1177/1037969X251334790, S2CID 277794421).
- Véronique Durand, « Violences et masculinités : le procès des viols de Mazan », Revista Internacional de Vitimologia e Justiça Restaurativa, vol. 3, no 1,‎ 2025, p. 80–95 (DOI 10.58725/rivjr.v3i1.115, S2CID 276950964).
- Magali Lafourcade, « Après l'affaire des viols de Mazan », Esprit, nos 1–2,‎ janvier–février 2025, p. 155–165 (DOI 10.3917/espri.2501.0155, S2CID 276371603).
- Tiphaine Pioger, « Viols de Mazan : l'emprise totale », Cerveau et Psycho, no 171,‎ novembre 2024, p. 50–54 (DOI 10.3917/cerpsy.171.0050, S2CID 275037331).
- Camille de Villeneuve, « Les enseignements des viols de Mazan : Y a-t-il une culture du viol ? », Études,‎ mars 2025, p. 33–42 (DOI 10.3917/etu.4324.0034, S2CID 277167869).

#### Presse
- Camille Froidevaux-Metterie, « Procès des viols de Mazan : le calvaire de Gisèle Pélicot ou la violence patriarcale ordinaire », Le Soir, 7 septembre 2024.

### Audiographie
- « Affaire Mazan : contre la soumission chimique », Les Pieds sur terre, sur radiofrance.fr, France Culture, 25 septembre 2023 (consulté le 9 septembre 2024).